# Usine Stellantis de Rennes
L'usine Stellantis de Rennes-La Janais se situe sur la commune de Chartres-de-Bretagne, au Sud de Rennes, au lieu-dit La Janais. Ce site constitue toujours le premier employeur privé de l'agglomération rennaise avec 4 830 salariés en juin 2014 (14 000 pendant les années 1980 avec l'usine de La Barre Thomas).
Réservée à la marque Citroën au moment de son ouverture en 1961, l'usine assemble aujourd'hui les SUV Citroën C5 Aircross et la Peugeot 5008 II.
Dans le cadre de la restructuration du site liée à la diminution des ventes[réf. souhaitée], des lignes d'assemblage sont reconverties et le site accueille un atelier de rénovation de rames TGV et d'autres entreprises.

## Historique
Citroën choisit en 1958 le site de Rennes pour sa première usine d'assemblage située en dehors de la région parisienne, pour profiter de la main d'œuvre abondante de la région dont les exigences salariales sont moins importantes.
Le site est inauguré en 1961 en présence de Charles de Gaulle. Les Citroën Ami 6, l'Ami 8 et l'Ami Super sont les premiers modèles assemblés dans l'usine ; ils seront produits jusqu'en 1971 dans leurs versions break. La première Ami 6 sort des lignes le 24 avril.
De nombreux modèles se succèdent sur les chaînes de productions : la Dyane en 1967, la GS en 1970, la Visa en 1978, la BX en 1982 et l'AX en 1986.
En 1989, la XM est lancée et sera produite jusqu'en 2001, un peu après le lancement de la C5, et qui entraîne une importante modernisation des ateliers de ferrage et de montage.
En 1993 c'est au tour de la Xantia, qui sera produite uniquement dans cette usine jusqu'en 2001.
En 1997, lancement de la production de la Xsara, qui sera aussi produite à Madrid, la production de ce modèle sera stoppée en 2004.
En 2000, lancement de la C5.
En 2004, le cap des 10 millions de véhicules construits dans l'usine depuis son ouverture est franchi. Le site produit pour la première fois un modèle de la marque Peugeot : la 407.
En 2005, lancement de la production de la C6. 345 000 véhicules construits en 2005.[réf. souhaitée] Le pôle de compétitivité est labellisé.
Fin 2007, début de production de la Xsara Picasso en France : la production de la première version de la C5 est arrêtée et remplacée par la nouvelle version de ce véhicule.
En 2009, la production de la Peugeot 607 arrive à l'usine de Rennes tandis que celle de la Xsara Picasso retourne à Vigo.
En 2010, le site est restructuré avec la constitution de deux nouvelles lignes d'assemblage, l'une à forte cadence - 55 véhicules à l'heure - pour les véhicules haut/moyen de gamme comme la 407 et la C5 II et une autre pour les véhicules de niches - C6, Coupés 407… à faible cadence - environ quinze véhicules à l'heure, et diminution des surfaces couvertes du site. Lancement de la Peugeot 508 en 2011.
En 2008, l'usine produit toutes les Peugeot 407 berline, break et coupé, Citroën C5 II berline et break et Citroën C6 et partage une partie de la production des Citroën Xsara Picasso avec l'usine de Vigo en Espagne.
En janvier 2008, la direction de PSA annonce un plan de modernisation du site qui passera de trois lignes à deux, la capacité de production du site 400 000 véhicules par an étant surdimensionnée. Un premier montage sera affecté aux grandes séries avec une capacité de 55 véhicules par heure, le second étant affecté aux véhicules de haut de gamme et productions atypiques de 6 à 15 véhicules par heure pour une capacité annuelle totale de 300 000 à 350 000 véhicules par an. Cette reconfiguration fera passer la surface utilisée de 700 000 m2 couverts à 500 000 m2 afin de limiter les frais fixes et d'optimiser la logistique.
L'usine, reconnue pour « sa qualité, son climat social et son expertise », est choisie au début des années 2000 pour produire des modèles haut de gamme, segment de marché dont les ventes ont diminué de 20 % en dix ans. Le groupe a donc abaissé le point mort de l'usine en réduisant la production et les effectifs. La Janais, avec 8 600 personnes en janvier 2009 (et 12 850 en 2007), avait — selon la direction — 2 300 salariés en sureffectif. En 2011, La Janais a produit 182 300 voitures et la production est tombée à 129 600 voitures en 2012. La production de 2013 était de 84 800 véhicules. Les prévisions de production étaient de 125 000 véhicules pour 2014 et 110 000 pour 2015.
Le 28 novembre 2013, le groupe annonce l'investissement de 90 millions d'euros sur le site de Rennes pour la production d'un nouveau véhicule du segment C pour la marque Peugeot, en remplacement de l'actuelle Peugeot 5008 II.
Le site accueille depuis février 2014 un atelier de rénovation de rame de TGV, pour les aménagements intérieurs des remorques, pour lequel des employés de PSA sont détachés à la SNCF. Le site attire également les équipementiers qui le fournissent, comme par exemple Talendi.
Le 20 juin 2016, le PDG du groupe Carlos Tavares confirme que le site de Rennes La Janais construira un nouveau véhicule à partir de 2018. Il s'agit d'un crossover de type SUV, un 4x4 urbain Citroën C5 Aircross au nom de code C84, pour les marchés français et européens, mais aussi d'Afrique et du Moyen-Orient. En septembre 2018, pour répondre au succès des SUV, PSA annonce la création d'une équipe du week-end.
Depuis 2018, le site commence à produire le Citroën C5 Aircross pour tous les marchés sauf la Chine.
En 2024, les activités de l'outillage pour l'emboutissage du site de Rennes, qui emploient alors plus de 80 personnes, sont délocalisée en Asie.

## Composition du site
Le site est fragmenté en plusieurs services, il emploie ou forme du personnel dans près d'une cinquantaine de corps de métiers et divers domaines : administratif, logistique, maintenance des installations, qualité, production, gestion environnementale, etc.
La production est répartie sur quatre chaines principales :
- emboutissage : les composants de la tôlerie du véhicule - portes et ouvrants, pavillon, ailes, pièces de la structure  y sont formés à l'aide de presses hydrauliques ;
- ferrage : l'assemblage de la caisse, en ayant recours en particulier à des robots soudeurs, des différents sous-ensembles métalliques entre eux. La carrosserie prend ainsi forme sur cette chaine ;
- peinture : l'ossature de la caisse assemblée est plongée et traverse une succession de bassins afin d'y subir différents traitements, dont la cataphorèse, mais on fait également appel à des robots pour l'application et la finition de la peinture. Une salle de retouche est intégrée à l'atelier pour les contrôles de finitions ;
- montage : une fois peinte la carrosserie est équipée sur cette chaine : pose des ensembles mécaniques - moteur, train AV et AR, ligne de transmission, échappement, roues, des équipements de sécurité - vitrages, rétroviseurs, optiques, dispositif de freinage, habillage intérieur et extérieur du véhicule - habitacle, calandre, poignées et garnitures de porte, raccordement des connexions électriques. Finitions, nettoyage et contrôle final visuel.

Ces quatre ateliers sont articulés autour d'un important service de logistique et reliés entre eux par un système complexe de convoyeurs automatiques aériens amenant toutes les pièces et ensembles prémontés. Le site comporte également, en fin de chaîne, une plate-forme d'essais et d'expéditions.
Au milieu des années 2000, le succès éphémère de la 407 a soutenu la production annuelle de l'usine de La Janais à 350 000 véhicules. L'essoufflement des ventes du modèle, puis celui de tout le marché haut de gamme avec la crise économique a décidé la direction à restructurer le site en supprimant une ligne de production dès 2008 pour le lancement de la C5. Un plan de départ volontaire de près de 1 800 personnes a été appliqué.
Les ateliers, qui occupaient une surface de 720 000 m2, ne s'étendent plus que sur 530 000 m2. La production maximale est passée d'environ 2 000 véhicules par jour à un millier. Le compactage a permis de diminuer de 25 % le temps d'écoulement des véhicules le long de la ligne de production.
Avec un objectif de 50 véhicules par heure, la ligne à forte cadence est affectée à la production à grand volume, comme la C5 ou la 508. Très automatisée, elle profite désormais d’équipements high-tech, tels des postes de soudure au laser ou des tapis auto-portés. L’autre ligne, à petite cadence, se concentre sur la production de petites séries comme le Coupé 407, la 607 ou la C6 à un rythme minimal 2 voitures par heure à l'été 2010 - contre les 6 à 15 originellement prévues. Elle doit sa survie à la flexibilité de son personnel. Après la fin de la production de la C6 fin 2012, la deuxième ligne a été supprimée et le personnel qui y était dévolu fut réintégré à la première ligne d'assemblage.

## Quelques chiffres
- Un site de 240 hectares de superficie dont 80 de bâtiments.
- Plus de 300 000 véhicules produits chaque année.
- Tête de pont de la filière automobile dans le grand Ouest de la France qui représente environ 90 000 emplois.
- Productions historiques de l'usine de La Janais par type de véhicule - chiffres arrêtés à la fin 2005[réf. nécessaire] : 
  - BX berline : 1 918,253 unités[1]
  - GS : 1,980 million
  - Ami 6 et la suite : 1,500 million
  - Xantia : 1 million
  - Xsara : 921 000
  - AX : 600 000
  - Visa : 561 000
  - 407 : 896 400
  - C5 : 750 000
  - Dyane : 373 000
  - XM : 302 000
  - ZX : 135 000
  - 2 CV et Méhari : environ 10 000.
- Effectifs :
  - Années 1970 : 14 000 sur les deux sites de La Janais et de La Barre Thomas.
  - 1999 : 10 000
  - début 2008: 8 600
  - mi-2012 : 5 669
  - mars-2013 : 5 546
  - juin 2014 : 4 830
  - février 2015 : 4 639

## Usine de la Barre Thomas
Créée en 1952 par Citroën, le Groupe PSA possèdait une usine de fabrication de pièces en caoutchouc (durit, silentbloc, tube, etc.) pour l'industrie automobile au lieu-dit « La Barre Thomas », situé dans la ZI Ouest / route de Lorient, à l'Ouest de Rennes. Elle fut cédée en octobre 1999 au groupe italien CF Gomma qui s'en est lui-même séparé en 2006 après des problèmes financiers. Après son rachat par le fonds d'investissement Silver Point en 2006, l'établissement s'appela désormais « Société des Polymères ». L'usine passera ensuite successivement entre les mains du groupe américain Cooper Standard en 2011, puis de Contitech, filiale du groupe allemand Continental à partir de 2018.
Alors que le groupe PSA employait environ 2 400 salariés, l'usine montera jusqu'à 3 200 salariés en 2001 sous la direction de CF Gomma. Cependant, le redressement judiciaire de cette dernière et la reprise par Silver Point entrainera une vague de licenciements, atteignant 900 salariés en 2011, et perdant petit à petit sa dépendance avec l'usine PSA de Rennes : en 2013, seules 20 % des commandes étaient dédiées au site de la Janais,,.
À la fin des années 2010, le site fut transformé : alors que la marque Continental inaugurait une nouvelle usine à côté de la précédente en 2017, la première usine de 1953 fut démolie les années suivantes et le site dépollué, afin d'accueillir une nouvelle zone industrielle,.